# Anton Simon von Boisdavid
Marquis Anton Simon von Boisdavid (auch: Antoine-Charles Simon de Bois-David) († 1706 in Celle) war herzoglich-cellischer Generalmajor, Chef des Infanterie-Regiments 2-A und zuletzt des Reuterregiments R 3-B.
Er wurde am 22. September 1675 zum Mestres de Camp et Colonel in der Champagne ernannt.
Nachdem es in Frankreich zur Verfolgung der Hugenotten kam, floh er 1684 nach Celle. Dort kam er als Generalmajor und Chef des Infanterie-Regiments 2-A in herzogliche Dienste. 
Als der Erbprinz Georg Ludwig 1685 mit Hilfstruppen gegen die Türken nach Ungarn geschickt wurde, war auch Boisdavid dabei. Dort hatte er auch eine kleine Auseinandersetzung mit dem damals noch jungen Prinz Eugen. Er führte 1692 als Generalfeldzeugmeister 6000 cellische und hannoverische Truppen mit dem Prinzen Maximilian nach Ungarn. Dort wurde er am 18. Juli 1692 zum kaiserlichen Feldmarschalleutnant ernannt.
Im Jahr 1693 wurde er Nachfolger des bei Neerwinden gefallenen Oberst Wissel und erhielt dessen Reuterregiment R 3-B. Er kämpfte im eigenen Land und verteidigte erfolgreich Ratzeburg gegen den dänischen Feldmarschall von Wedel.
Im Jahr 1705 wurden die cellischen und hannoverischen Truppen zusammengelegt. Boisdavid übergab sein Regiment dem Oberst Amaury de Farcy de Saint-Laurent und ging mit 1500 Talern in Pension. Er starb aber bereits 1706 in Celle.